# Гонконг на зимових Олімпійських іграх 2014
Гонконг на зимових Олімпійських іграх 2014 року у Сочі був представлений 1 спортсменом в 1 виді спорту.

## Шорт-трек
Чоловіки
| Дистанція | Спортсмен          | Заїзд 1 | Заїзд 1 | Заїзд 2           | Заїзд 2           | Фінал             | Фінал |
| Дистанція | Спортсмен          | Час     | Місце   | Час               | Місце             | Час               | Місце |
| --------- | ------------------ | ------- | ------- | ----------------- | ----------------- | ----------------- | ----- |
| 1500 м    | Бартон Люй Піньтао | 4:01.95 | 5       | не кваліфікувався | не кваліфікувався | не кваліфікувався | 33    |